# Bahnhof Taufkirchen
Der Bahnhof Taufkirchen, heute nur noch ein Haltepunkt, ist eine Betriebsstelle der Bahnstrecke München Ost–Deisenhofen in der oberbayerischen Gemeinde Taufkirchen. Das ehemalige Empfangsgebäude ist als Baudenkmal in die Bayerische Denkmalliste eingetragen.

## Geschichte
Die Königlich Bayerischen Staatseisenbahnen nahmen den Bahnhof Taufkirchen-Unterhaching am 10. Oktober 1898 mit der Lokalbahn von München Ost nach Deisenhofen in Betrieb.
1991 baute die Deutsche Bundesbahn den Bahnhof Taufkirchen-Unterhaching um und ersetzte den bisherigen Mittelbahnsteig durch zwei barrierefrei erreichbare Seitenbahnsteige. Zum 2. Juni 1991 benannte sie den Bahnhof in Taufkirchen um.
Mit dem zweigleisigen Ausbau der Strecke München Ost–Deisenhofen wurde der bis dahin für Zugkreuzungen genutzte Bahnhof Taufkirchen zum Haltepunkt.

## Aufbau
Der Haltepunkt Taufkirchen ist mit zwei teilweise überdachten, 96 cm hohen Seitenbahnsteigen ausgestattet. Auf Gleis 1 halten die Züge in Richtung München (Maisach und Mammendorf) und auf Gleis 2 die Züge nach Holzkirchen.
Neben Gleis 2 befindet sich der Bussteig 1, an welchem die Buslinie 241 hält, neben Gleis 1 ist der zweite Bussteig für die Linie 225.
Die ehemaligen Nebengleise und Güteranlagen sind entfernt.

## Empfangsgebäude

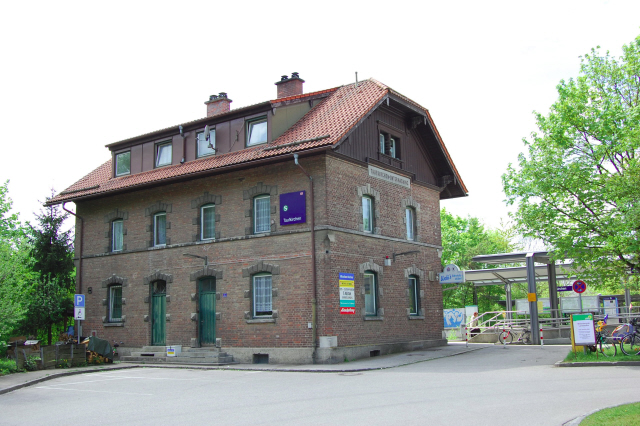
Ehemaliges Empfangsgebäude (2010)

Das östlich der Strecke, beim Bau 1898 errichtete Empfangsgebäude ist ein zweigeschossiger historisierender Blankziegelbau mit Schopfwalmdach. Es wird heute (2019) privat genutzt. Es steht wie auch das eingeschossige Nebengebäude, teilweise holzverkleideter Backsteinbau mit flachem Walmdach, und der eingeschossige ehemalige Güterschuppen, Backsteinbau mit Satteldach, unter Denkmalschutz.

## Verkehr
Der Haltepunkt Taufkirchen wird im 20-Minuten-Takt von der Linie S 3 der S-Bahn München bedient, die zwischen Mammendorf und Holzkirchen verkehrt. Nachbarstationen sind der Haltepunkt Unterhaching in Richtung Mammendorf und der Haltepunkt Furth in Richtung Holzkirchen.
| Linie | Verlauf | Takt   |
| ----- | --- | ------ |
| S3    | Mammendorf – Malching – Maisach – Gernlinden – Esting – Olching – Gröbenzell – Lochhausen – Langwied – Pasing – Laim – Hirschgarten – Donnersbergerbrücke – Hackerbrücke – Hauptbahnhof – Karlsplatz (Stachus) – Marienplatz – Isartor – Rosenheimer Platz – Ostbahnhof – St.-Martin-Straße – Giesing – Fasangarten – Fasanenpark – Unterhaching – Taufkirchen – Furth – Deisenhofen – Sauerlach – Otterfing – Holzkirchen | 20 min |

Der Haltepunkt hat Anbindung an die MVV-Regionalbuslinien 225 und 241. Es gibt zwei verschiedene Park-&-Ride-Anlagen, welche zusammen eine Kapazität von 160 Plätzen aufweisen.